# Mauro Ribeiro Viegas
Mauro Ribeiro Viegas (Rio de Janeiro, 20 de abril de 1919 – 18 de outubro de 2022) foi um arquiteto e professor brasileiro.

## Vida
Ex-aluno do Colégio Pedro II em 1936. Formado pela UFRJ. Casou-se com Elza Viegas, em 16 de dezembro de 1943. Em 1946 foi nomeado professor assistente; docente livre por concurso em 1949 (doutor em arquitetura e urbanismo); catedrático por concurso em 1955; chefe do Departamento de Tecnologia em sucessivas eleições durante 18 anos; Diretor da Faculdade de Arquitetura e Urbanismo, designado Prefeito da mesma Universidade em 1965 exerceu este cargo por sete anos; Pesquisador e Vice-Presidente do Conselho de Pesquisas da Universidade, membro dos Conselho Executivo e Universitário. Após se aposentar, o Conselho Universitário lhe conferiu, em 1985, o título de Professor Emérito da Faculdade de Arquitetura e Urbanismo, pelos relevantes serviços prestados ao ensino.
Visitou a Universidade da Califórnia em Berkeley, a Universidade de Nova Iorque, aUniversidade Harvard e o Instituto de Tecnologia de Massachusetts, nos Estados Unidos como representante da UFRJ, e universidades na França e Inglaterra. A convite da Universidade de Stuttgart – Alemanha – participou de Seminário sobre “Habitação de interesse social, e materiais utilizados”, na qualidade de Coordenador.
Em 1952 instalou seu escritório de tecnologia dos materiais e do concreto “Escritório Técnico Professor Mauro Ribeiro Viegas – Controle de Concreto – Ensaios dos Materiais”.
Fundador da Concremat Engenharia e Tecnologia S/A – 1952, e Fundador das empresas Concremat e seu Presidente de Honra do Conselho de Administração.
Ex-Combatente com Curso do Centro de Preparação de Oficiais de Reserva CPOR, na arma de Artilharia, foi convocado em 1942 como 2.º Tenente e promovido a 1.º Tenente, durante o período da Segunda Guerra Mundial.
Curso da Escola Superior de Guerra Turma de 1954.
Secretário Geral de Viação e Obras Públicas do (antigo) Distrito Federal de 1959 a 1960.
Presidente do Conselho Regional de Engenharia, Arquitetura e Agronomia – CREA-RJ de 1964 a 1971 e seu Representante na Conferência Mundial da UNESCO – 1968.
Presidente do Comitê Brasileiro de Professores de Materiais de Construção de 1966 a 1968.
Diretor Técnico e Diretor Presidente da Companhia de Habitação – COHAB – do (antigo) Estado da Guanabara de 1966 a 1968.
Membro do Conselho Superior de Planejamento Urbano do Governo do (antigo) Estado da Guanabara de 1972 a 1975. Em sua atuação como urbanista, Viegas cuidou dos parques e jardins da cidade do Rio de Janeiro, onde esteve também no comando da Companhia Estadual da Habitação do Rio de Janeiro (CoHab) no governo Negrão de Lima. Ele criou diversos conjuntos habitacionais desenvolvidos para equacionar o déficit de moradia para pessoas de baixa renda.
Presidente da “Reunion Internacionale des Laboratoires d'Essais et des Recherches sur les Materiaux de Construction” – RILEM – Paris – Diretório para América Latina de 1974 a 1976.
Membro da CEIVAP e Presidente do Conselho Fiscal da AGEVAP em 2005.
Diretor Regional do Instituto Brasileiro do Concreto – IBRACON – 1976 a 1978.
Presidente do Comitê Brasileiro da Construção Civil da ABNT em 1985.
Membro da Comissão Organizadora Brasileira das Quartas Jornadas Luso-Brasileiras de Engenharia Civil designado pelo MEC em 1974.
Organizou, e presidiu por seis anos, o Conselho Empresarial de Meio Ambiente da ACRJ, entidade da qual é Benemérito.
Membro do Conselho-Gestor do Fundo Estadual de Conservação Ambiental – FECAM – representante da Firjan de 1990 a 2001. Na Federação foi membro do Conselho de Infra-Estrutura do Sistema FIRJAN. do Conselho Empresarial de Tecnologia, e mais tarde do Conselho Empresarial de Meio Ambiente, tendo sido Vice-Presidente e Presidente durante sete anos, e Presidente do Conselho Empresarial de Recursos Hídricos de 2001 a 2013.
Provedor da Imperial Irmandade de Nossa Senhora da Glória do Outeiro; Provedor Jubilado, membro permanente da Mesa Plena e Tesoureiro da Irmandade. 
Presidente eleito do Conselho Estadual de Recursos Hídricos do Estado do Rio de Janeiro de 2003 a 2005.
Membro do Conselho Nacional de Recursos Hídricos, eleito pelos usuários da indústria nacional de 1998 a 2009.
Membro do Conselho Cultural da Arquidiocese de São Sebastião do Rio de Janeiro.
Membro do Conselho Administrativo da Associação dos Amigos do Jardim Botânico.
Membro vitalício do Conselho Diretor do Clube de Engenharia do Rio de Janeiro, associado desde 1948.
Conselheiro Emérito do Conselho de Minerva da UFRJ.
Associado ao Rotary Club do Rio de Janeiro desde 1955, tendo exercido os cargos de Presidente entre 1976-1977 e Governador do Distrito 4570 do Rotary International de 1980-1981.
Membro da Academia Teresopolitana de Letras.

## Homenagens
Detentor da Comenda da Ordem do Mérito Militar.
Comendador da Ordem do Infante D. Henrique – Portugal.
A Imperial Irmandade de Nossa Senhora da Glória do Outeiro, no Rio de Janeiro, consagrou seu nome no Museu Mauro Ribeiro Viegas.
Personalidade Brasil de Meio Ambiente, homenagem na Edição 2007 do Prêmio Brasil de Meio Ambiente.
Detentor das Medalhas de Ouro do Governo da Itália, da Cruz Vermelha; do Mérito Industrial; do Mérito Pedro Ernesto; Mérito do Sistema Confea/Crea; do Presidente de Honra do Grupo Consultivo do Plano Diretor de Teresópolis; do Mérito Geográfico da Sociedade Brasileira de Geografia; e da Ordem do Mérito Judiciário do Estado do Rio de Janeiro.
Cidadão Honorário de Teresópolis.
Sócio Honorário do Instituto Cultural D. Isabel I.
Em 2012 foi reconhecido pela Prefeitura da Cidade do Rio de Janeiro com o Diploma Honra ao Mérito Parceiro Ambiental, “pelos trabalhos em defesa do Meio Ambiente, pela contribuição para a melhoria da qualidade dos recursos naturais da Cidade do Rio de Janeiro e seu desenvolvimento sustentável; e Prêmio Edson Passos – Clube de Engenharia.
Em 13 de junho de 2014 recebeu o Diploma de reconhecimento por relevantes serviços outorgado pelo Conselho Empresarial do Meio Ambiente e Sustentabilidade da ACRJ.
Consagrado como Patrono da Cadeira nº 50 da Academia Rotária de Letras da Cidade do Rio de Janeiro - ABROL Rio. 